# الکساندر نوبل
الکساندر نوبل (آلمانی: Alexander Nübel؛ زادهٔ ۳۰ سپتامبر ۱۹۹۶) بازیکن فوتبال و دروازه‌بان اهل آلمان است. وی برای تیم‌ فوتبال اشتوتگارت بازی می‌کند.
از باشگاه‌هایی که در آن بازی کرده‌است می‌توان به باشگاه فوتبال پادربورن و باشگاه فوتبال شالکه ۰۴ و باشگاه فوتبال آاس موناکو اشاره کرد.
وی همچنین در تیم ملی فوتبال زیر ۲۱ سال آلمان بازی کرده‌است.

## عملکرد باشگاهی

### شالکه ۰۴
در ۱۴ مه ۲۰۱۶، نوبل اولین بازی خود در بوندس لیگا را در برابر هوفنهایم انجام داد وقتی که در دقیقه ۹۰ بازی جانشین رالف فیرمن شد.

#### فصل ۱۹–۲۰۱۸
نوبل فصل را به عنوان دروازه‌بان دوم شالکه به جانشینی رالف فیرمن آغاز کرد. بعد از تعطیلات زمستانی، سرمربی شالکه، دومنیکو تیدسکو، فیرمن را به عنوان دروازه‌بان اول باشگاه کنار گذاشت و نوبل را ارتقا داد. در تاریخ ۲ فوریه ۲۰۱۹، نوبل با یک کارت قرمز مستقیم در بازی مقابل بوروسیا مونشن گلادباخ اخراج شد و برای دو مسابقه بعدی بوندس لیگا این باشگاه به حالت تعلیق درآمد. نوبل در هر مسابقه پس از انتخاب شدن به عنوان دروازه‌بان اول انتخاب، به استثنای دو مسابقه که برای او به حالت تعلیق درآمده بود، در هر مسابقه برای شالکه بازی کرد

#### فصل ۲۰–۲۰۱۹ به دست آوردن کاپیتانی و انتقال آزاد به بایرن مونیخ
در ۶ اوت ۲۰۱۹، نوبل توسط سرمربی شالکه، دیوید واگنر به عنوان کاپیتان جدید باشگاه انتخاب شد. نوبل تنها با گذشت یک سال از قراردادش با شالکه وارد این فصل شد. در ۲۲ دسامبر ۲۰۱۹، شالکه فاش کرد که نوبل به باشگاه اطلاع داده‌است که او قرارداد خود را تمدید نخواهد کرد. در تاریخ ۴ ژانویه سال ۲۰۲۰، نوبل موافقت کرد که در پایان فصل به بایرن مونیخ بپیوندد. وی سپس کاپیتانی را به عمر ماسکارل واگذار کرد.